# Gradenigo

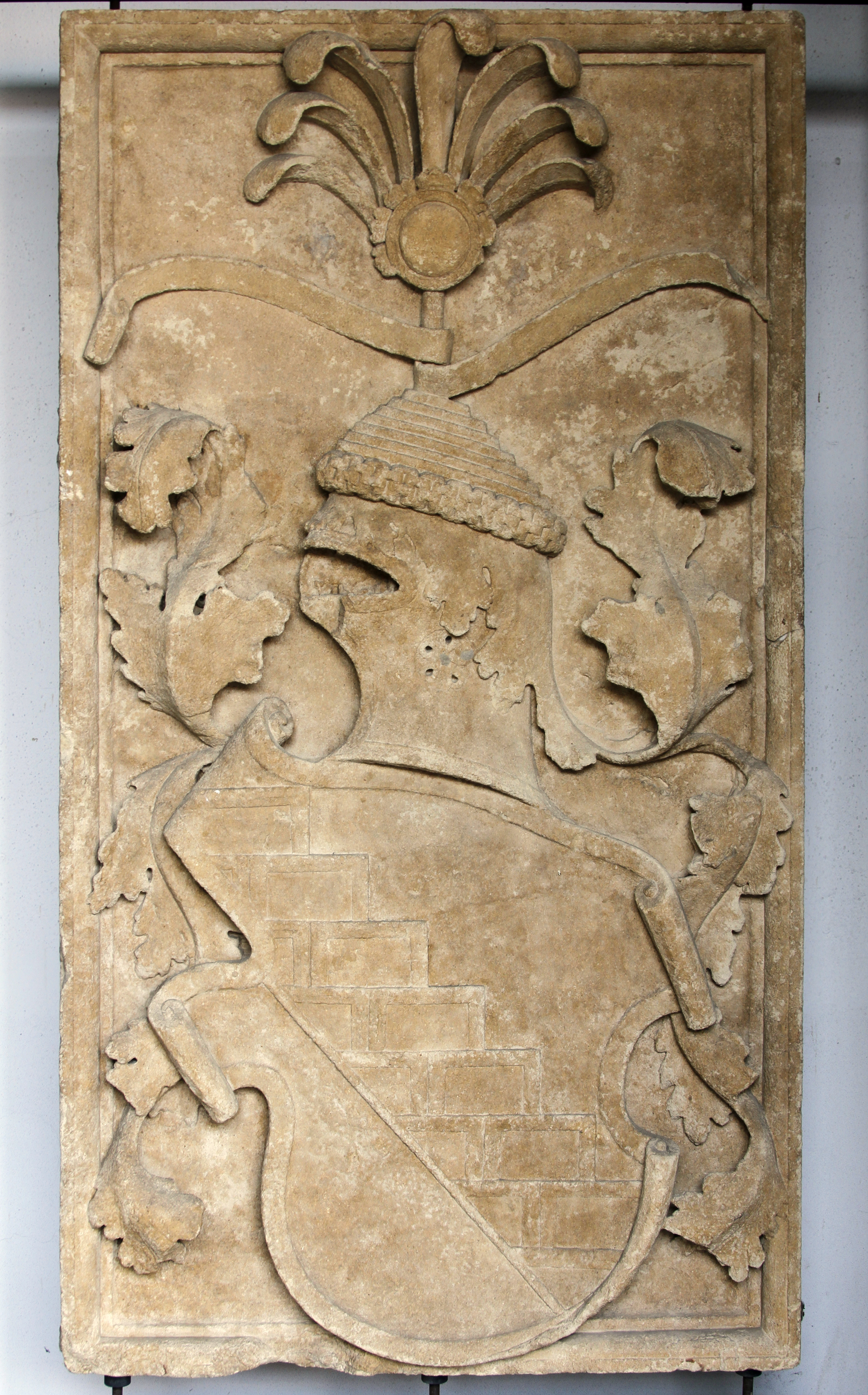
Stemma di Casa Gradenigo su un bassorilievo conservato nei Musei civici di Padova

I Gradenigo furono una delle più importanti e antiche famiglie del patriziato veneziano.
Tradizionalmente ritenuti una delle dodici famiglie apostoliche, presenti al momento della fondazione del Ducato, diedero alla Serenissima tre dogi: Pietro (49º doge), Bartolomeo (53º doge) e Giovanni (56º doge).

## Storia
L'origine della famiglia è incerta e le varie teorie al riguardo si basano su leggende. Secondo alcuni proveniva dalla Transilvania, per altri da Ravenna; dopo un periodo trascorso ad Aquileia, avrebbe partecipato alla fondazione di Grado, da cui il cognome Gratico, modificato poi in Gradenigo con l'aggiunta di un suffisso patronimico in -igo. Un'antica tradizione li ritiene della stessa stirpe dei Dolfin.
L'ipotesi sulla provenienza gradense della famiglia è condivisa da tutte le tradizioni sin dai tempi più antichi e per questo viene ritenuta affidabile anche dagli storici moderni. È stato invece confutato quanto sostenuto da Giuseppe Caprin il quale, ritrovando a Grado un'omonima famiglia Gradenigo di modeste condizioni, ritenne che anche i nobili avessero un'ascendenza umile; in realtà essa aveva assunto il cognome Gradenigo nel Settecento in segno di devozione a quel casato.
Tuttavia, se ci si basa su Giovanni Diacono, i Gradenigo farebbero la loro comparsa nella storia di Venezia solo nella seconda metà del IX secolo assieme ad altre famiglie di recente importanza, che tentarono di imporsi sulla scena politica dopo l'assassinio del doge Pietro Tradonico.
Fu una delle più potenti casate veneziane. Le venne attribuita la fondazione di alcune chiese (Santi Apostoli, San Cipriano di Murano, forse Sant'Agostino) e, suddivisa in vari rami, diede numerose personalità distintesi in campo politico, ecclesiastico, militare e culturale; tra queste, spiccano tre dogi. Un ramo, insediatosi stabilmente a Creta, prese invece parte, con Marco e Leonardo detto "Baiardo", alla rivolta del 1363-1366.

## Membri illustri
- Giovanni (XII secolo) – patriarca di Grado e traslatore della sede patriarcale da Grado a Venezia.
- Pietro (1251 – 1311) – 49º doge di Venezia.
- Bartolomeo (1260 - 1342) – 53º doge di Venezia.
- Giovanni (1279 circa - 1356) – politico e diplomatico, 56º doge dal 1355.
- Marco (1290 - 1364) – politico.
- Giovanni (1311/12 - 1386) – politico e diplomatico (ramo di San Lio).
- Gian Paolo (1456 - 1518) – politico e militare.
- Vincenzo (1540 - 1600) – politico e diplomatico (ramo di San Lorenzo).
- Agostino (1570 - 1629) – vescovo di Feltre e patriarca di Aquileia.
- Marco (1589 - 1656) – patriarca di Aquileia (ramo del Rio Marin)
- Girolamo – patriarca di Aquileia  dal 1656 al 1659.
- Marco (1663 - 1734) – patriarca di Aquileia (ramo del Rio Marin).
- Pietro (1695 - 1776) – erudito e collezionista.
- Bartolomeo (... - 1765) – arcivescovo di Udine.
- Giovanni Agostino  (1725 - 1774) – vescovo di Chioggia.
- Giovanni Girolamo (1708 - 1786) – arcivescovo di Udine (ramo di San Simeon Piccolo).
- Pietro (1831 - 1904) – oculista, docente all'università di Padova.
- Giuseppe (1859 - 1926) – figlio del precedente, pioniere dell'otorinolaringoiatria, docente all'università di Torino.